# Karlsruhe (stad)
Karlsruhe (Nederlands, in het verleden gebruikt: Karelsrust) is een stad in de Duitse deelstaat Baden-Württemberg.
Karlsruhe is na Stuttgart (circa 65 km ten oosten van Karlsruhe) en Mannheim (circa 55 km ten noorden van Karlsruhe) de grootste stad in Baden-Württemberg en heeft een oppervlakte van circa 173 km². Karlsruhe telt 306.502 inwoners (31-12-2021) en is daarmee de op een na meest bevolkte stad van Baden-Württemberg. Sinds 1950 zetelt in Karlsruhe het zogenaamde Bundesgerichtshof en sinds 1951 het Bundesverfassungsgericht waardoor de stad de bijnaam Residentie van het recht kreeg.

## Geschiedenis
Markgraaf Karel III Willem van Baden-Durlach (1679-1738) stichtte de stad op 17 juni 1715 met het leggen van de eerste steen van het Slot Karlsruhe, waarheen hij zijn residentie vanuit Durlach verplaatste. Karlsruhe werd geheel planmatig opgezet: een cirkel van 800m diameter werd radiaal verdeeld in 32 sectoren. Het zuidelijk deel van de cirkel is volledig ingenomen door de residentie van de markgraaf. De secundaire gebouwen liggen op de radialen en de administratieve gebouwen liggen op de ring. Deze planopstelling weerspiegelt de gedachte van de Renaissance met de ontwikkeling van ideale steden. De radiale organisatie wordt ook een panopticon genoemd, een begrip ontwikkeld door Jeremy Bentham.
Als hoofdstad van Baden verrees in 1822 in Karlsruhe het Ständehaus, het eerste parlement dat voor dat doel was gebouwd. Drie jaar later werd de voorloper van de huidige Technische Universiteit of Fredericiana opgericht. Het was de vierde technische hogeschool in Europa en de eerste in Duitsland. In 1901 overschreed het inwonersaantal de 100.000 waardoor het officieel een 'grootstad' werd. 
Na de novemberrevolutie verloor Karlsruhe de functie van residentiestad van de groothertogen en werd hoofdstad van de Vrijstaat Baden. Tijdens de Tweede Wereldoorlog verloor de stad aan belang toen de Elzas op Frankrijk veroverd werd en met Baden werd samengevoegd tot de nieuwe gouw Baden-Elzas met Straatsburg als hoofdstad. Bij bombardementen tijdens de Tweede Wereldoorlog werd ongeveer een derde van de stad verwoest. Na de oorlog werd Baden niet meer zelfstandig maar ging het samen met het naburige Württemberg en werd Stuttgart de hoofdstad.

## Stadsindeling
- 01 Innenstadt-Ost
  - 011 Nordöstlicher Teil
  - 012 Südwestlicher Teil
- 02 Innenstadt-West
  - 021 Östlicher Teil
  - 022 Westlicher Teil
- 03 Südstadt
  - 031 Nordöstlicher Teil
  - 032 Südlicher Teil
  - 033 Östlicher Teil
- 04 Südweststadt
  - 041 Östlicher Teil
  - 042 Mittlerer Teil
  - 043 Beiertheimer Feld
- 05 Weststadt
  - 051 Mittlerer Teil
  - 052 Südlicher Teil
- 06 Nordweststadt
  - 061 Alter Flugplatz
  - 062 Binsenschlauch
  - 063 Lange Richtstatt
  - 064 Rennbuckel
- 07 Oststadt
  - 071 Nördlicher Teil
  - 072 Südlicher Teil
  - 073 Westlicher Teil
- 08 Mühlburg
  - 081 Alt-Mühlburg
  - 082 Weingärtensiedlung
  - 083 Rheinhafen
  - 084 Mühlburger Feld
- 09 Daxlanden
  - 091 Alt-Daxlanden
  - 092 Neu-Daxlanden
  - 093 Daxlanden-Ost
  - 094 Rheinstrandsiedlung
- 10 Knielingen
  - 101 Alt-Knielingen
  - 102 Neu-Knielingen
- 11 Grünwinkel
  - 111 Alt-Grünwinkel
  - 112 Hardecksiedlung
  - 113 Albsiedlung
  - 114 Alte Heidenstückersiedlung
  - 115 Neue Heidenstückersiedlung
- 12 Oberreut
  - 121 Feldlage
  - 122 Waldlage
- 13 Beiertheim-Bulach
  - 131 Beiertheim
  - 132 Bulach
- 14 Weiherfeld-Dammerstock
  - 141 Weiherfeld
  - 142 Dammerstock
- 15 Rüppurr
  - 151 Alt-Rüppurr
  - 152 Neu-Rüppurr
  - 153 Gartenstadt
  - 154 Rüppurr-Südost
- 16 Waldstadt
  - 161 Waldlage
  - 162 Feldlage
- 17 Rintheim
  - 171 Alt-Rintheim
  - 172 Rintheimer Feld
- 18 Hagsfeld
  - 181 Alt-Hagsfeld
  - 182 Westlicher Teil
- 19 Durlach
  - 191 Alt-Durlach
  - 192 Dornwald-Untermühl
  - 193 Hanggebiet
  - 194 Bergwald
  - 195 Aue
  - 196 Lohn-Lissen
  - 197 Killisfeld
- 20 Grötzingen
  - 201 Nördlich der Pfinz
  - 202 Südlich der Pfinz
- 21 Stupferich
- 22 Hohenwettersbach
- 23 Wolfartsweier
- 24 Grünwettersbach
- 25 Palmbach
- 26 Neureut
  - 261 Südlicher Teil (Welschneureut)
  - 262 Nördlicher Teil (Teutschneureut)
  - 263 Kirchfeld
  - 264 Heide
- 27 Nordstadt
  - 271 Hardtwaldsiedlung
  - 272 Amerikanersiedlung

## Kunst en cultuur

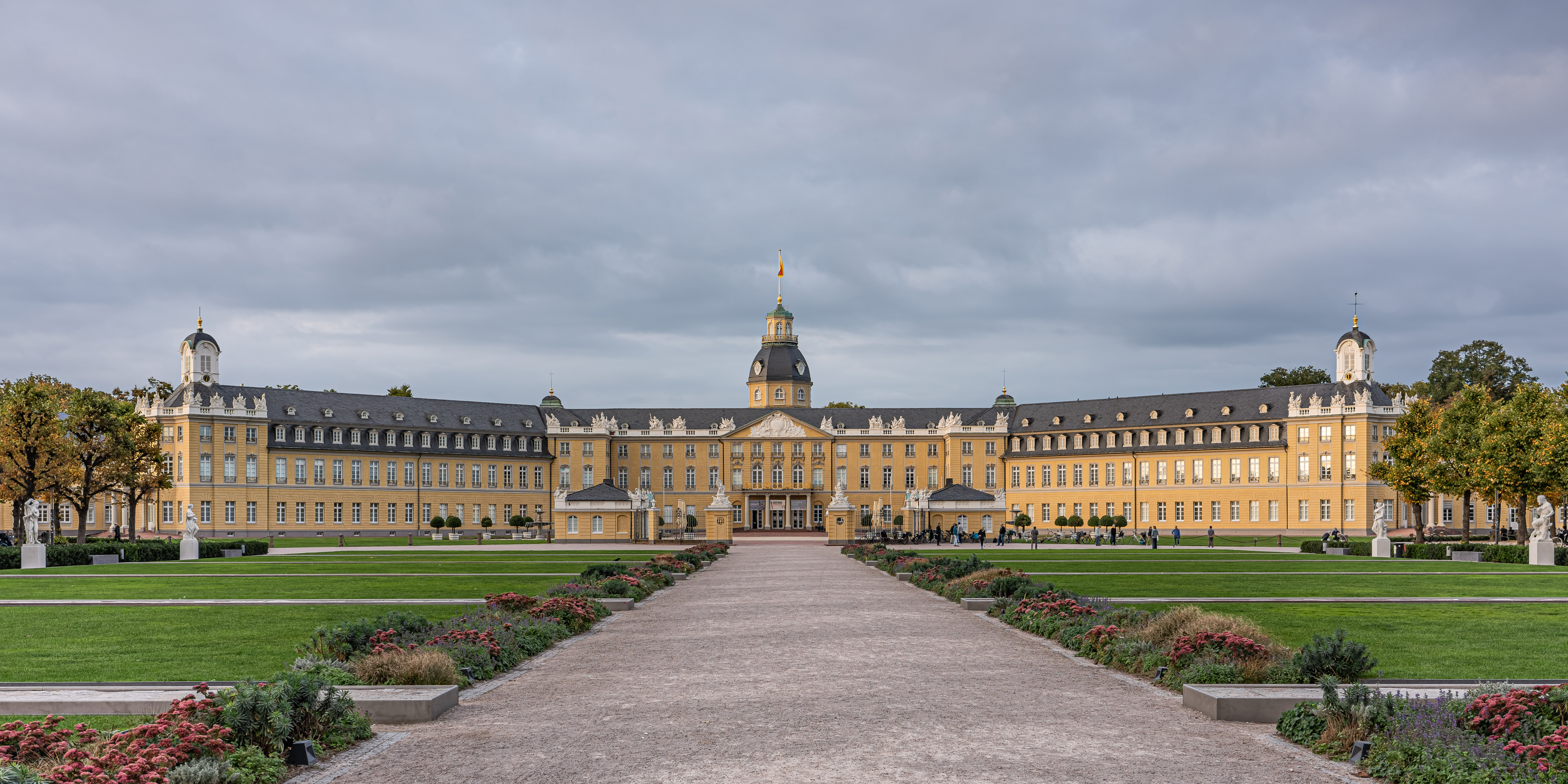
Slot Karlsruhe

### Bezienswaardigheden

#### Musea
- Zentrum für Kunst und Medientechnologie (ZKM)
  - Museum für Neue Kunst
  - Städtische Galerie Karlsruhe
- Staatliche Kunsthalle Karlsruhe
- Badisches Landesmuseum in Slot Karlsruhe

### Sport
Karlsruher SC is de professionele voetbalclub van Karlsruhe. De club speelt in het Wildparkstadion.

## Verkeer en vervoer
Het openbaar vervoer in Karlsruhe is een voorbeeld geweest voor verkeerskundigen in heel Europa vanwege de integratie van tram en trein. Vanuit de omliggende voorsteden en dorpen van Karlsruhe kan direct naar het centrumgebied worden doorgereden, waarbij gebruik wordt gemaakt van zowel het spoorwegnet als het bestaande tramnet. Dit zogenaamde 'Karlsruhe-model' wordt met lightrailprojecten in verschillende steden in Europa uitgevoerd, bijvoorbeeld RandstadRail tussen Den Haag en Rotterdam.
Er lopen drie Bundesautobahnen bij Karlsruhe, langs de oostkant loopt de BAB 5, vanuit het westen komt de BAB 65 en vanuit het oosten komt de BAB 8. Verder lopen de B3, B10 en de B36 door Karlsruhe.
De luchthaven van Karlsruhe is de Flughafen Karlsruhe/Baden-Baden, een voormalige Canadese luchtmachtbasis die in 1995 in gebruik werd genomen voor de burgerluchtvaart.

## Onderwijs
In Karlsruhe bevinden zich meerdere vooraanstaande hogere onderwijsinstellingen en onderzoekscentra. De bekendste is de voormalige Universität Karlsruhe, sinds 2009 gekend als het Karlsruher Institut für Technologie. In Karlsruhe bevindt zich eveneens een Europese school.

## Media
In Karlsruhe verschijnt sinds 1946 het dagblad Badische Neueste Nachrichten.

## Bekende inwoners van Karlsruhe

### Geboren
- Carl Benz (1844-1929), uitvinder en technicus
- Gustav Landauer (1870-1919), theoreticus en activist van het anarchisme
- Richard Willstätter (1872-1942), scheikundige en Nobelprijswinnaar (1915)
- Karl Hofer (1878-1955), kunstschilder (expressionisme)
- Arthur Beier (1880-1917), voetballer
- Walter von Reichenau (1884-1942), maarschalk
- Robert Neumaier (1885-1959), voetballer
- Karl Wegele (1887-1960), voetballer
- Fritz Förderer (1888-1952), voetballer
- Hermann Leibold (1888-1957), voetballer
- Gottfried Fuchs (1889-1972), voetballer
- Emil Oberle (1889-1955), voetballer
- Heinz Hellmich (1890-1944), generaal
- Hans Frank (1900-1946), nazipoliticus en misdadiger
- Wilhelm Noë (1890-1956), voetballer
- Carin Meyers (1899-1960), Luxemburgs kunstnijveraar en schilder
- Marie Luise Kaschnitz (1901-1974), schrijfster en dichteres
- Kurt Linder (1933-2022), voetballer en trainer
- Peter Sloterdijk (1947), cultuurfilosoof
- Wolfgang Rihm (1952-2024), componist
- Rolf Ellmer (1960), Duits tranceproducer
- Maggie Mae (1960-2021), zangeres en actrice
- Yvonne Dröge Wendel (1961), Nederlands installatiekunstenaar
- Sebastian Koch (1962), acteur
- Tanja Jess (1967), Nederlands actrice en presentatrice
- Oliver Bierhoff (1968), voetballer
- Oliver Kahn (1969), voetballer
- Ivonne Kraft (1970), mountainbikester
- Mehmet Scholl (1970), voetballer
- Vincenzo Italiano (1977), voetballer
- Annika Lurz (1979), zwemster
- Serhat Akın (1981), voetballer
- Alper Balaban (1987-2010), Turks voetballer
- Jérôme Gondorf (1988), voetballer
- Daniel Brosinski (1988), voetballer
- Timon Wellenreuther (1995), voetballer
- Berkay Özcan (1998), voetballer
- Charlotte Voll (1999), voetbalster
- Niklas Hartweg (2000), biatleet

### Overleden
- Friedrich Ernst Fesca (1789-1826), componist
- Engelbert Arnold (1856-1911), elektro-ingenieur